# Château de la Barbée
Le château de la Barbée est un château situé à Bazouges-sur-le-Loir, dans le département de la Sarthe, construit à la fin du XVIIIe siècle et remanié au début du XIXe siècle.

## Historique
Un logis précédent, dont la construction datait des XVe et XVIIe siècles, était implanté sur la terrasse qui prolonge à l'ouest le logis actuel. Ce bâtiment, aujourd'hui détruit, était entouré de douves alimentées par la rivière, le long desquelles s'élevaient de petites tours. Le château actuel fut construit à partir de la fin du XVIIIe siècle par l'architecte fléchois Prosper Simon. Vers 1824, les architectes parisiens Abel Lahure et Adrien-Louis Lusson augmentèrent la face ouest de deux ailes en pavillon et d'un fronton orné d'une horloge monumentale.
Le château devient propriété de François de La Bouillerie, homme politique français, et appartient encore aujourd'hui à ses descendants directs.

## Description
Le château de la Barbée se compose d'un corps de logis simple qui possède deux étages carrés et un étage de comble distribués par deux escaliers sans œuvre. Il est couvert de toits en croupe. La chapelle est partiellement appareillée en moellon enduit et en pierre de taille. Coiffée d'un toit à deux versants, elle est couverte par une fausse voûte en berceau et en cul-de-four.

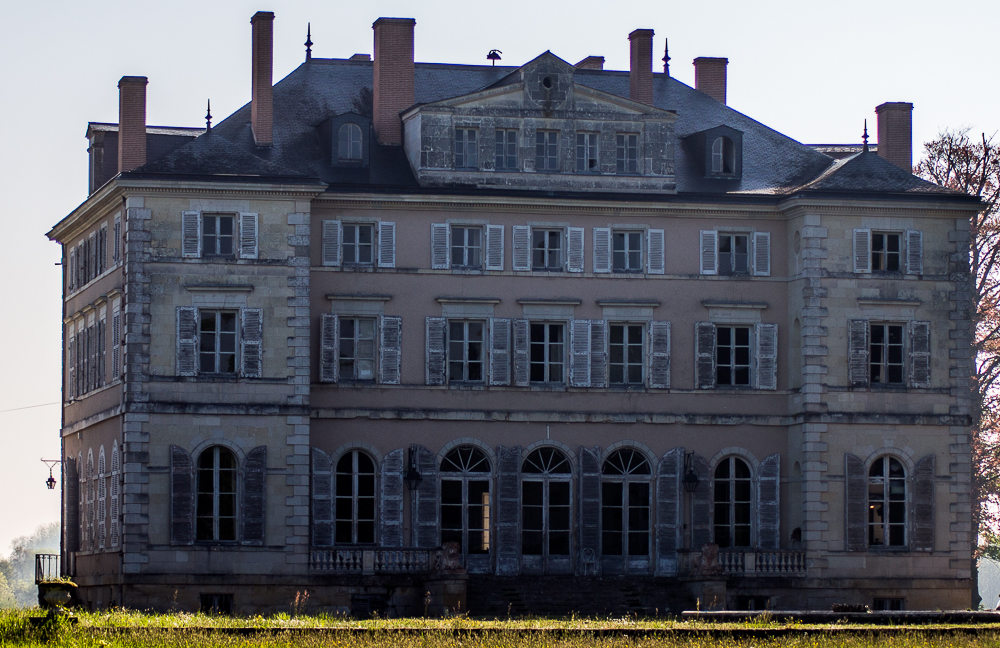

## Protection
Le château, la chapelle, l'orangerie, les façades et toitures des communs et de la ferme, le jardin avec ses clôtures et douves, les murs de clôture du parc boisé, le parc, les cours antérieure et postérieure du château avec leurs douves, les avenues du domaine, dont l'avenue du mail et la grande avenue et grands tracés, ainsi que le lavoir font l’objet d’un classement au titre des monuments historiques depuis le 28 octobre 1991.